# Matthias Freude
Matthias Freude (* 3. Oktober 1952 in Ebersbach) ist ein deutscher Biologe und Honorarprofessor. Von 2015 bis April 2018 war er Präsident des brandenburgischen Landesamtes für Ländliche Entwicklung, Landwirtschaft und Flurneuordnung.

## Leben
Matthias Freude studierte Zoologie, Verhaltensbiologie und Ökologie in Leipzig und Berlin, wo er über Bioakustik und Ökologie des Buchfinken promoviert wurde.
Er war gemeinsam mit Michael Succow Mitbegründer des Nationalparkprogramms der DDR, das die Grundlage zur Sicherung von fünf Nationalparks, sechs Biosphärenreservaten und drei Naturparks in der früheren DDR bildete, auf dem ab 1990 das Brandenburgische Konzept der Großschutzgebiete aufgebaut wurde. Ab 1992 hat er die Landesanstalt für Großschutzgebiete aufgebaut, deren Leitung ihm im selben Jahr übertragen wurde. Von 1995 bis 2014 war er Präsident des Landesumweltamtes Brandenburg. 1996 wurde Freude zum Honorarprofessor ernannt. Er vertritt am Fachgebiet Landschaftsnutzung und Naturschutz an der Fachhochschule Eberswalde das Fach Verhaltensbiologie.
Neben seiner Tätigkeit in Brandenburg konzipierte Freude unter anderem in Zusammenarbeit mit den Behörden und anderen deutschen Naturschutzexperten nach 1990 Schutzprogramme für Georgien und die Mongolei, veröffentlichte zahlreichen Schriften zu zoologischen und Naturschutzthemen und drehte mehrere Fernsehfilme über die Naturschutzarbeit in Russland.
Freude ist Vater von zwei Töchtern und lebt in Berlin.

## Schriften
- Der Gesang des Buchfinken (Fringilla c. coelebs). Bestandsaufnahme, Analyse und Aspekte der Evolution. Dissertation Humboldt-Universität Berlin 1984
- Tiere bauen. 184 Seiten, Urania-Verl. Leipzig 1982, ISBN 3-332-00187-6.
- Pflanzen, Tiere und Naturschutz. (= Mein kleines Lexikon) Kinderbuchverlag Berlin, 1984